# Nor-Am Cup 1980
La Nor-Am Cup 1980 fu la 5ª edizione della manifestazione organizzata dalla Federazione Internazionale Sci. Furono assegnati soltanto titoli maschili e lo statunitense Mark Taché si aggiudicò sia la classifica generale, sia quelle di discesa libera e di slalom gigante. Lo statunitense Mike Famy era il detentore uscente della Coppa generale.